# Raffaello Magiotti
Raffaello Magiotti (Montevarchi, settembre 1597 – Roma, 1656) è stato uno scienziato italiano.
Questa Terra [Montevarchi] è stata culla di molti chiari uomini, tra i quali citerò il sacerdote Raffaello Magiotti, e il di lui fratello Lattanzio dottore in medicina che studiarono Geometria presso Galileo. Il primo di essi inoltre fu scolaro del padre Castelli e autore di una Lettera al Principe D. Lorenzo de' Medici stampata in Roma nel 1648 col titolo di: Renitenza certissima dell'acqua alla compressione. Raffaello Magiotti fu impiegato in qualità di scrittore nella Biblioteca Vaticana, dove lungo tempo dimorò consigliando Galileo a stampare specialmente i suoi Dialoghi.

## Biografia

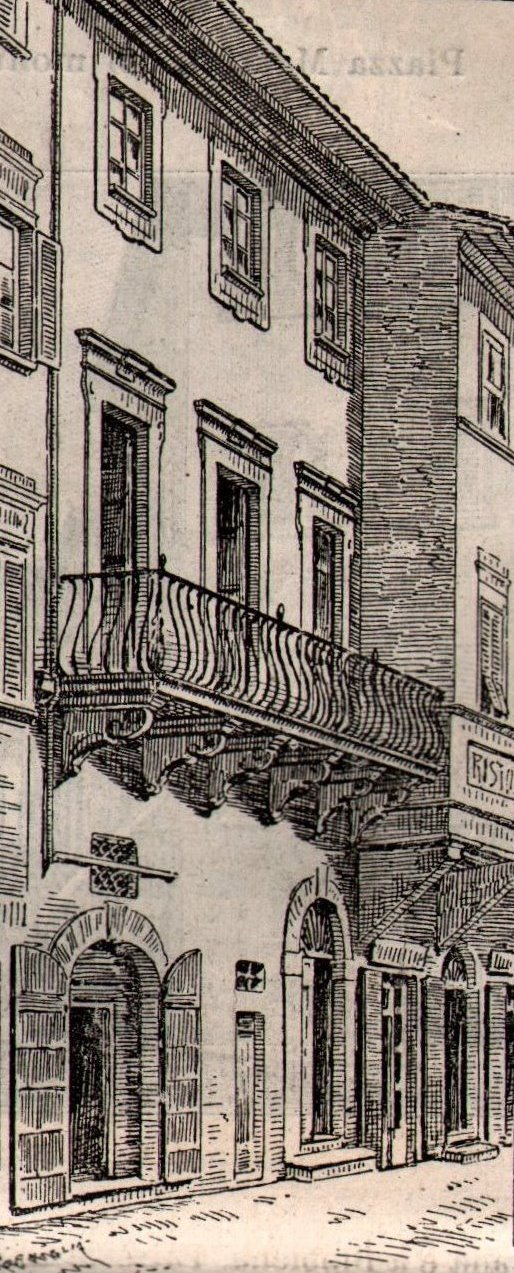
La casa dei Magiotti in via Roma a Montevarchi

Figlio di Desiderio Magiotti, nobile montevarchino, e fratello del medico Lattanzio e del luogotenente delle Bande, la milizia granducale, Sebastiano, fu battezzato a Montevarchi il 5 settembre. Ancora adolescente la famiglia volle avviarlo al sacerdozio e così dovette spostarsi a Firenze dove, oltre alla teologia in seminario, studiò geometria con Galileo. Vestì poi l'abito talare e divenne prete dell'ordine di Santa Lucia della Chiavica.
Nel 1630, il cardinale Giulio Cesare Sacchetti, di ritorno da Bologna dove era stato Legato, lo incontrò a Firenze e gli chiese di accompagnarlo a Roma come suo segretario. A Roma, mentre lavorava per il cardinale, ebbe modo di studiare anche con Benedetto Castelli che ne storpiava sempre il nome. Infatti in una lettera a Galileo del 23 luglio 1633 lo chiama «Rafael Masotto da Monte Varchi» e in un'altra del 17 settembre dello stesso anno «Sig. Masotti». E andò avanti così anche con Francesco Stelluti, uno dei fondatori dell'Accademia dei Lincei, che, sempre scrivendo a Galileo, il 18 settembre 1633 gli dà di «Mangiotti» e il 22 novembre successivo «Maggiotti».
Grazie all'appoggio del cardinale Sacchetti e su raccomandazione di un altro ben più importante cardinale, Leopoldo de' Medici, Raffaello Magiotti fu invitato a partecipare alla «conversatione famigliare del Papa» cioè a frequentare il pontefice come riporta lo stesso Castelli in una lettera a Galileo del 7 luglio 1635: «Il nostro Sigr. Raffaele Magiotti, più nostro che mai, e stato chiamato da Nostro Signore alla conversatione famigliare il dopo pranzo e dopo cena per trattenimento di cose di lettere; e dà soddisfazione maravigliosa. Ne do parte a V.S. perché so che l'ama ed è benissimo ricambiata».
Nel 1636 venne chiamato a far parte del gruppo di esperti al servizio della Biblioteca Vaticana come scriptor e Castelli, prontamente, ne informò subito Galileo, il 19 aprile 1636: «Deve poi sapere che il nostro Sigr. Raffaello con l'occasione della Lezzione, è stato honorato da Nostro Signore del breve di Scrittore della Biblioteca Vaticana, che li renderà 200 scudi l'anno, e cammina per la buona». Felice per la nomina, il 3 maggio 1636, Magiotti scrisse a Galileo: «Potrei dargli nuova che per me è spedito un breve di scrittoria nella Vaticana, ma per ancora non ho avuto il possesso». Assunse a pieno titolo l'incarico nel 1637.
L'anno dopo sia Galileo che Castelli tentarono di convincerlo ad accettare, dietro suggerimento del granduca Ferdinando II, la cattedra di matematica all'università di Pisa ma lui preferì restarsene a Roma. Non a torto visto che, nella capitale papalina, con Castelli e Torricelli formava quello che venne definito il "triumvirato" galileiano, posizione ben più prestigiosa di un semplice ruolo accademico. E poi Pisa non l'avrebbe pagato altrettanto bene che la Vaticana.
Ma di lì a poco entrò in una crisi esistenziale dalla quale non si riprese più finendo per abbandonare tutti i suoi studi. Il 19 luglio 1642 scrisse a Torricelli «io per me posso ormai dire addio speculationi, addio concetti geometrici, addio dimostrationi. Già son passate le occasioni, già passa l'età e con quella ogni volontà di far cosa buona» perché doveva, come precisò cinque anni più tardi «pensare un po' meglio all'eternità, già ch'il tempo da imparare è infinito et il tempo da salvarsi è breve».
Ciononostante trovò lo stimolo per raccogliere tutti i suoi studi di idraulica nel saggio «Renitenza certissima dell'acqua alla compressione», che uscì il 26 luglio 1648, dove «oltre al provare il suo assunto, ragiona sopra l'esperienza di alcune figure di vetro galleggianti in un cilindro pieno di acqua, che mediante la maggiore, o minore compressione che si faccia con un dito all'orifizio di esso cilindro si fanno discendere, o salire nel fluido, la quale esperienza asserisce essere da lui prima di ogni altro ideata e posta in esecuzione». Insomma è sua la prima realizzazione dei Diavoletti di Cartesio.
Morì di peste durante l'epidemia che colpì Roma nel biennio 1656-1657. Alla notizia della sua morte il cardinale Leopoldo de' Medici «diede commissione a Gio: Alfonso Borelli, mentre l'anno 1658 era in Roma per far tradurre Apollonio, di fare premurose ricerche di quel ch'egli avesse lasciato di Scritti».
Ma le ricerche ebbero ben pochi risultati e il 20 luglio 1658 Borelli scrisse al granduca che «tutti i manoscritti della b.m. del Sig. Magiotti sono rimasti in mano del R. Cardinale Sacchetti e sua em. l'ha consegnati al Sig. Michelangelo Ricci perché ne cavi e metta all'ordine quel che v'è di buono fra quei scartafacci ... Mi dice però il detto Signore che pochissime cose buone ha ritrovato fra i detti scartafacci, particolarmente di quelle belle cose geometriche e filosofiche che aveva ritrovato quel grande ingegno e queste per essere notate in cartucce furono disprezzate e poi abbruciate da quella canaglia che aveva cura di spurgar le case dopo la peste» e in una lettera del 30 agosto aggiunse «mi sono poi meglio informato di quelle poche scritture rimaste del Sig. Magiotti, et insomma vi è un trattatino su gli errori commessi da' Matematici, e questo mi dice il Sig. Michelangelo Ricci che è scritto succintamente, come ricordo che non stima bene travagliarci né per distenderlo, o dichiararlo, perché non sa se quelle sieno inventioni del Sig. Magiotti o pure se sieno raccolte di varii autori, come egli costumava di fare. Di più vi sono alcune poche speranze sopra il vaso d'argento vivo in proposito della gravità dell'aria, ma la maggior parte mi dice che si sono perdute, e per quanto mi dice il Sig. Michelangelo non vi è niente di più di quello che si è sperimentato nell'Accademia di V.A.».
Quirina Mocenni Magiotti, sua pronipote acquisita, nel 1812 volle dedicargli nella sede dell'Accademia Valdarnese del Poggio un'epigrafe: «A Raffaello Magiotti, figlio di Desiderio, medico di Montevarchi, di Galileo discepolo amico, in matematica medicina anatomia, sapientissimo, delle sperimentali dottrine seguace, ebbe lode e fama dagli studiosi, morì in Roma nel MDCLVII, con esso perirono gli scritti, per tema di contagio abbruciati, Quirina moglie di Ferdinando, ne onorava la memoria, il XV settembre MDCCCXII».

## La fortuna di Raffaello Magiotti
«Voglio soggiongere che se bene non mancheranno soggetti al Ser.mo Gran Duca, in caso di mancanza io però tengo che non sarebbe inferiore a nessuno il nostro Sig.r Raffaello Magiotti, persona non solo intelligentissima delle matematiche, come quello che ha visto tutto il buono et il bello delli scrittori insigni antichi e moderni, et in particolare versatissimo nelle dottrine et opere di V.S. Ecc. ma, ma, quello che importa per un lettore pubblico, egli ha studiato la legge, teologia e medicina, versatissimo nelle belle lettere, havendo visto tutti i poeti della greca e latina favella e le historie; e in somma huomo raro e, quello che io stimo più di tutto, huomo honoratissimo e di costumi integerrimo, intelligentissimo della lingua greca e latina, con qualche notizia della lingua hebrea. E tutto quello che dico e verissimo, senza hiperbole e parlando per verità» (Benedetto Castelli, 30 luglio 1638)
«Il dottissimo ed eruditissimo Raffaello Magiotti che, tra molti, nelle scienze, nelle arti e nelle discipline matematiche nessuno poté superare» (Evangelista Torricelli)
«Sapientissimo in tutti i discorsi il quale e insigne e nell'uno e nell'altro idioma greco e latino, maestro perfetto di Geometrie, et esimio in tutte le antiche e moderne filosofiche speculazioni, il cui chiarissimo ingegno in sì altre materie, più che l'autorità dei nomi, le speranze convincono e l'evidenza delle ragioni» (Orazio Ricasoli Rucellai)
«Fu stimato l'Esculapio de' nostri tempi e nondimeno, quanto amico e partigiano del Galileo e del suo modo di speculare, altrettanto fu nemico della Dottrina Peripatetica e di chiunque la professava» (Alessandro Marchetti)
«Erudito matematico e diligentissimo osservatore delle opere di Natura» (Fabrizio Guastaferri)
«Versato nella Anatomia, Fisico e Matematico valente» (Giovan Battista Clemente Nelli)
«II Magiotti sempre studia, sempre ragiona di studii e sempre medita di studii. La sua piacevole conversatione a me diletta grandemente» (Clemente Settimi, 30 aprile 1641)